# Petrus van der Aa
Petrus van der Aa, lateinisch Petrus Vanderanus genannt, (* 1530 in Löwen, Herzogtum Brabant; † 1594 in Luxemburg) war ein flandrischer Jurist.

## Leben
Petrus van der Aa war der Sohn von  Elise Blocx und Johann van der Aa, der einer angesehenen, bereits im 11. Jahrhundert bezeugten flandrischen Patrizierfamilie entstammte. Diese war von Brügge nach Brabant übergesiedelt und verzweigte sich nach Löwen, Mechelen und Antwerpen. Ob gerade der Zweig, dem Petrus angehörte, calvinistisch war, möge dahingestellt bleiben. Mitglieder der Familie zeichneten sich in den Kämpfen der Niederländer gegen die Spanier aus.
Petrus van der Aa studierte in seiner Heimatstadt, wurde im Oktober 1559 Doktor beider Rechte und erhielt 1562, als Johann Ramus (eigentlich Johann Tack) von Löwen nach Douai berufen wurde, als dessen Nachfolger an der Universität Löwen die Professur für römisches Recht. Vor dem Oktober 1565 vermählte er sich mit Margarete oder Maria Vanden Broeck. Am 13. Dezember 1565 trat er in den souveränen Rat von Brabant. Am 17. März 1575 erreichte er am kaiserlichen Hof die Adelsbestätigung mit Wappenbesserung. Er war ein Günstling des Viglius und wurde 1574 zum Präsidenten des Oberlandesgerichts des Herzogtums Luxemburg und der Grafschaft Chiny ernannt. Diese ansehnliche Stelle bekleidete er, am 31. Oktober 1583 zum eques auratus erhoben, bis zu seinem Tod. Politisch gehörte er zu den Gegnern König Philipps II. von Spanien.

## Werke
Schon 1558, also noch bevor Petrus van der Aa promovierte, erschien in Löwen bei Stephan Valerius seine erste Schrift, das in geringer Auflage publizierte Prochiron sive Enchiridion judiciarum mit einer Vorrede de ordine judiciario apud veteres usitato. Sein zweites Werk Commentarii de privilegiis creditorum, nach der Unterschrift der Vorrede 1560 zu Antwerpen erschienen, wurde im Tractatus tractatuum juris (Bd. 18, S. 110ff.) und in Gerard Meermans 1751–53 erschienenem Novus thesaurus juris civilis et canonici (Bd. 2, S. 671ff.) wieder abgedruckt. Es war Joachim Hopper gewidmet und behandelte u. a. die Verfahrensformen, durch die Gläubiger ihre Rechte geltend machen konnten sowie das Thema, welche Erben von Verstorbenen gegenüber Gläubigern haftpflichtig waren. Gleichwohl verdankt der Verfasser sein großes Ansehen wohl weniger diesen Schriften als seinem praktischen Wirken.